# Д’Аньоло, Баччо
Баччо д’Аньоло (итал. Baccio d'Agnolo или итал. Bartolomeo d'Agnolo Baglioni; 19 мая 1462, Флоренция — 6 марта 1543, Флоренция) — средневековый итальянский архитектор, скульптор и резчик по дереву, работавший во Флоренции в XV—XVI вв.

## Биография
Баччо д’Аньоло родился 19 мая 1462 года во Флоренции. «Баччо» — это сокращение от Бартоломео, а «д’Аньоло» — производная от Анджело (имени его отца).
Он начинал как резчик по дереву; между 1491 и 1502 годами выполнил большую часть декоративной резьбы в церкви Санта-Мария-Новелла и Палаццо Веккьо во Флоренции.
Создав себе репутацию скульптора, д’Аньоло обратил свое внимание на архитектуру и учился в Риме; точное время его обучения неизвестно; но установлено, что уже в начале шестнадцатого века он вместе с архитектором Симоне дель Поллайоло был занят на оформлении интерьеров Палаццо Веккьо во Флоренции.

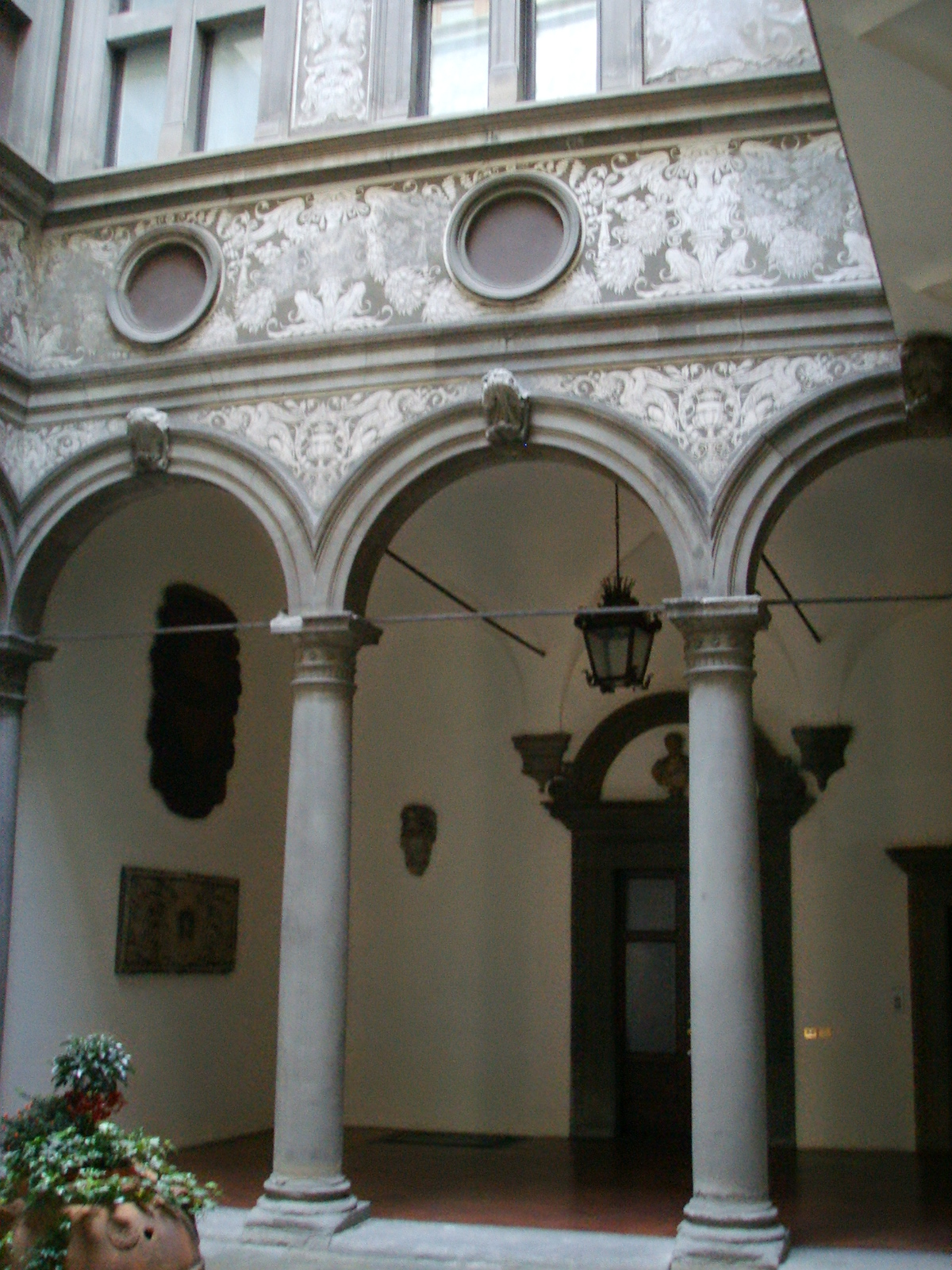
Двор (кортиле) Палаццо Бартолини-Салимбени, Флоренция. 1520—1523

В 1506 году ему было поручено закончить барабан купола кафедрального собора Санта-Мария-дель-Фьоре; эта работа была приостановлена из-за резкой критики со стороны Микеланджело (который назвал работу «клеткой для сверчков»), и она так и осталась незаконченной.
Баччо д’Аньоло также проектировал Палаццо Антинори, Палаццо Боргерини-Росселли дель Турко, Палаццо Бартолини-Салимбени. Дворец Бартолини стал первым домом, у дверей и окон которого были установлены «фронтисписы» (обрамления) колонн, которые раньше в Италии использовали лишь в церковных зданиях; за это нововведение флорентийцы сперва высмеивали д’Аньоло. Другой его работой, по сей день вызывающей восхищение, стала кампанила (колокольня) церкви Санто-Спирито.
Мастерская д’Аньоло стала местом встречи многих знаменитых художников того времени: Микеланджело, Андреа Сансовино, братьев Антонио да Сангалло Старшего и Джулиано да Сангалло, а также юного Рафаэля Санти.
Баччо д’Аньоло умер 6 марта 1543 года в родном городе на 80-м году жизни.
Все три его сына пошли по стопам отца и тоже стали архитекторами, самым известным из которых был Джулиано д’Аньоло.
Джорджо Вазари включил д’Аньоло в IV том «Жизнеописаний наиболее знаменитых живописцев, ваятелей и зодчих».